# Liu Bowen
Liu Ji (1 de julio de 1311 - 16 de mayo de 1375), de nombre de cortesía Bowen, más conocido como Liu Bowen, fue un estratega militar, filósofo y político chino que vivió a finales de la dinastía Yuan y principios de la Ming. Nació en el condado de Qingtian (actual condado de Wencheng, Lishui, Zhejiang). Fue uno de los principales consejeros de Zhu Yuanzhang, el emperador Hongwu, fundador de la dinastía Ming, en la lucha de este último por derrocar a la dinastía Yuan y unificar China bajo su dominio. Liu también es conocido por sus profecías y se le ha descrito como el "Divino Nostradamus chino".Coeditó con Jiao Yu el tratado militar conocido como Huolongjing (Manual del Dragón de Fuego).